# Csere Ágnes
Csere Ágnes (Ági) (Budapest, 1956. október 28. –) magyar színésznő, szinkronszínész.

## Pályafutása
Tanulmányait 1975 és 1978 között a Nemzeti Színház Stúdiójában végezte. Ezt követően a Színház- és Filmművészeti Főiskola hallgatója volt, és 1982-től a kecskeméti Katona József Színházhoz került. 1987-ben a Pécsi Nemzeti Színház tagja lett, majd 1989-től szabadfoglalkozású művészként dolgozik. Az egyik legtöbbet foglalkoztatott szinkronhang Magyarországon.
Testvére: Csere László színész.

## Fontosabb színházi szerepei
- William Shakespeare: Szentivánéji álom.... Hermia
- William Shakespeare: A velencei kalmár.... Jessica
- Szép Ernő: Vőlegény.... Mariska
- Móricz Zsigmond: Légy jó mindhalálig.... Ilona kisasszony
- Fekete Sándor: A Lilla-villa titka.... Viki
- Simon Tamás: Don Juan.... Donna Marta
- Romhányi József: Csipkerózsika.... Nória
- Kálmán Imre: A montmartre-i ibolya.... Violetta
- Kálmán Imre: Marica grófnő.... Cigánylány

## Film- és tévészerepei
- Terápia (2014)
- Hajónapló (2011)
- A Nap utcai fiúk (2007)
- Könyveskép (2007)
- Iszka utazása (2007)
- Miraq (2006)
- Vagabond (2003)
- Az ember, aki nappal aludt (2002)
- Családi album (2000-2001)
- Családi kör (2000)
- Egyszer élünk (2000)
- Amerikai horror story (2011-2018) Jessica Lange hangja
- Visszatérés (Kicsi, de nagyon erős 2.) (1999)
- Kalózok (1999)
- Gyilkos kedv (1997)
- Csinibaba (1996)
- Kisváros (1995-1998)
- Ultrius (1994)
- Sose halunk meg (1992)
- Uborka (1992-2002) hang
- Roncsfilm (1992)
- Goldberg variációk (1992)
- Maigret (1992)
- Édes Emma, drága Böbe (1992)
- Napló apámnak, anyámnak (1990)
- Kicsi, de nagyon erős (1988)
- Egy teljes nap (1988) Zsuzsa hangja
- Bánk bán (1987)
- Napló szerelmeimnek (1987) Juli hangja
- Te rongyos élet (1983)
- Fehér rozsda (1982)
- A fehér rózsa (1982)
- Nem élhetek muzsikaszó nélkül (1978)